# Enfermedad de la botella

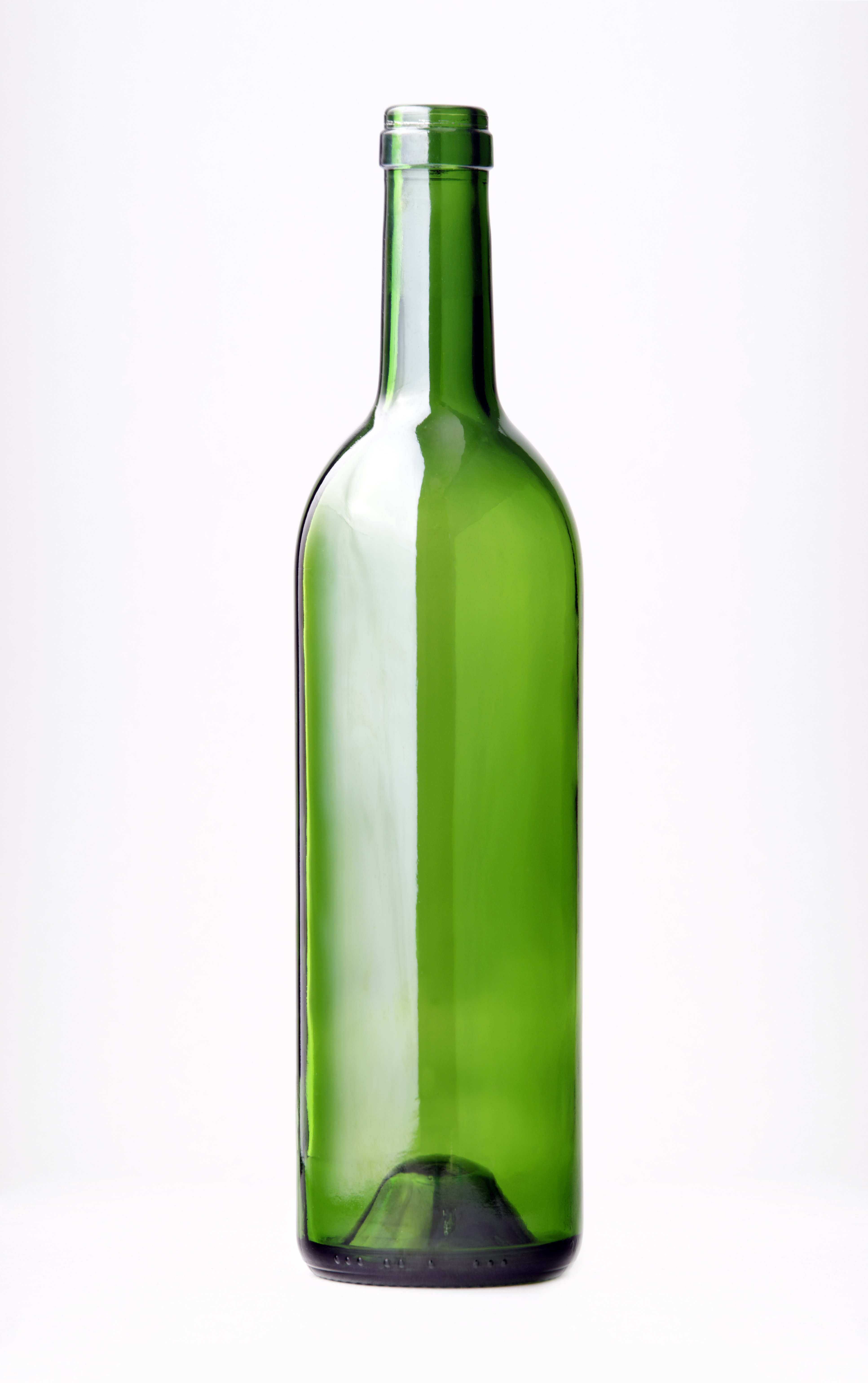
Botella de vino en formato actual (vidrio verde) completamente vacía.

Se denomina enfermedad de la botella a uno de los defectos del vino que se caracteriza por un periodo transitorio de pérdida de aromas y cualidades, que sufren los vinos al ser embotellados. Se entiende que es una condición transitoria ya que tras unos meses suele desaparecer. Suele mostrarse ante el consumidor como un mal olor que suele desaparecer tras unos minutos de aireación. 

## Causas
El mal olor se debe a la presencia de mercaptanos y dióxido de azufre (SO2) que se genera por la presencia de moho en los corchos de los tapones de las botellas. La causa suele ser la migración de cierta cantidad de vino a través de los poros del corcho que hacen que se aceifique favoreciendo la actividad de mohos provenientes del exterior. El decantado del vino es un buen remedio para evitar el "mal olor" debido a la enfermedad de la botella. En algunas ocasiones el mal de la botella puede provenir del oxígeno disuelto en el vino que ha producido una oxidación y un aumento de dióxido de azufre. 